# Curel (Alt Marne)
Curel és un municipi francès situat al departament de l'Alt Marne i a la regió del Gran Est. L'any 2007 tenia 406 habitants.

## Demografia

### Població
El 2007 la població de fet de Curel era de 406 persones. Hi havia 172 famílies de les quals 43 eren unipersonals (16 homes vivint sols i 27 dones vivint soles), 74 parelles sense fills i 55 parelles amb fills.
La població ha evolucionat segons el següent gràfic:
Habitants censats

### Habitatges
El 2007 hi havia 209 habitatges, 173 eren l'habitatge principal de la família, 18 eren segones residències i 18 estaven desocupats. 195 eren cases i 14 eren apartaments. Dels 173 habitatges principals, 143 estaven ocupats pels seus propietaris, 28 estaven llogats i ocupats pels llogaters i 2 estaven cedits a títol gratuït; 6 tenien dues cambres, 43 en tenien tres, 44 en tenien quatre i 80 en tenien cinc o més. 144 habitatges disposaven pel capbaix d'una plaça de pàrquing. A 70 habitatges hi havia un automòbil i a 77 n'hi havia dos o més.

### Piràmide de població
La piràmide de població per edats i sexe el 2009 era:
| Homes | Edats   | Dones |
| ----- | ------- | ----- |
| 0     | 95 o +  | 0     |
| 2     | 90 a 94 | 3     |
| 2     | 85 a 89 | 6     |
| 2     | 80 a 84 | 5     |
| 6     | 75 a 79 | 12    |
| 13    | 70 a 74 | 12    |
| 10    | 65 a 69 | 14    |
| 11    | 60 a 64 | 12    |
| 19    | 55 a 59 | 11    |
| 14    | 50 a 54 | 21    |
| 17    | 45 a 49 | 13    |
| 10    | 40 a 44 | 15    |
| 11    | 35 a 39 | 15    |
| 21    | 30 a 34 | 13    |
| 12    | 25 a 29 | 18    |
| 9     | 20 a 24 | 7     |
| 10    | 15 a 19 | 11    |
| 12    | 10 a 14 | 11    |
| 10    | 5 a 9   | 12    |
| 15    | 0 a 4   | 7     |

## Economia
El 2007 la població en edat de treballar era de 250 persones, 174 eren actives i 76 eren inactives. De les 174 persones actives 156 estaven ocupades (83 homes i 73 dones) i 19 estaven aturades (7 homes i 12 dones). De les 76 persones inactives 32 estaven jubilades, 11 estaven estudiant i 33 estaven classificades com a «altres inactius».

### Ingressos
El 2009 a Curel hi havia 186 unitats fiscals que integraven 446 persones, la mediana anual d'ingressos fiscals per persona era de 15.559 €.

### Activitats econòmiques
Dels 13 establiments que hi havia el 2007, 1 era d'una empresa alimentària, 4 d'empreses de fabricació d'altres productes industrials, 1 d'una empresa de construcció, 2 d'empreses de comerç i reparació d'automòbils, 3 d'empreses de serveis i 2 d'entitats de l'administració pública.
Els 2 serveis als particulars que hi havia el 2009 eren paletes.
L'únic establiment comercial que hi havia el 2009 era una fleca.

## Equipaments sanitaris i escolars
L'únic equipament sanitari que hi havia el 2009 era una ambulància.
El 2009 hi havia una escola elemental.

## Poblacions més properes
El següent diagrama mostra les poblacions més properes.